# Septoria
Genre

Septoria est un genre de champignons ascomycètes de la famille des Mycosphaerellaceae.
Ces champignons, qui produisent des pycnides,  provoquent chez les plantes cultivées, notamment dans les cultures de plein champ, de fourrages et de légumes, de nombreuses maladies appelées « septorioses », qui se manifestent principalement par des taches foliaires, ou taches septoriennes.
Ce genre est très répandu dans le monde. On estime qu'il rassemble 1072 espèces.
 Septoria apiicola est l'agent pathogène de la septoriose du céleri. Cette espèce se caractérise par la production de conidies à l'intérieur de pycnides. Les symptômes de la maladie sont notamment des taches chlorotiques qui brunissent et se nécrosent. Septoria apiicola peut se transmettre par les graines.
Plusieurs espèces de fleurs de la passion sont infectées par diverses espèces de Septoria.
A Hawaï, un champignon, connu sous le nom de Septoria passiflorae mais qui est probablement une espèce non décrite, a été utilisé pour lutter contre une espèce envahissante, Passiflora tarminiana.
La septoriose du blé est une maladie fongique provoquée par Zymoseptoria tritici (anamorphe Mycosphaerella graminicola) , qui affecte le blé et parfois d'autres graminées. Le nom de « septoriose » vient de l'ancien nom du champignon, Septoria tritici.

## Liste d'espèces
Selon Catalogue of Life (27 juillet 2014) :
- Septoria abeliae
- Septoria acaciae
- Septoria acanthocephali
- Septoria acanthospermi
- Septoria acerella
- Septoria acerina
- Septoria acetosae
- Septoria achilleae
- Septoria achilleicola
- Septoria aciculosa
- Septoria actinidiae
- Septoria adanensis
- Septoria adenophorina
- Septoria adhatodae
- Septoria adi-ugrica
- Septoria adoxae
- Septoria aethusae
- Septoria agapanthi
- Septoria agriophylli
- Septoria agropyrella
- Septoria agropyri-cristati
- Septoria agropyrina
- Septoria agrosticola
- Septoria ahmadii
- Septoria alchemillae
- Septoria alliagi
- Septoria allii-odori
- Septoria alni
- Septoria alnicola
- Septoria alopecuri
- Septoria alpicola
- Septoria alpina
- Septoria amblyopogonis
- Septoria ammophilae
- Septoria amomi
- Septoria ananassicola
- Septoria anemones
- Septoria angelicae-anomalae
- Septoria angelicae-decurrentis
- Septoria angularis
- Septoria anthurii
- Septoria antirrhini
- Septoria anychiae
- Septoria apiicola
- Septoria aquilariae
- Septoria araguata
- Septoria arbutina
- Septoria arigena
- Septoria aristolochiae
- Septoria aristoteliicola
- Septoria armeriae
- Septoria arundinacea
- Septoria ascophylli
- Septoria aspidospermatis
- Septoria aspiliae
- Septoria asteracearum
- Septoria astericola
- Septoria astragali
- Septoria astrapaeae
- Septoria atractylodis
- Septoria atropae-caucasicae
- Septoria atropurpurea
- Septoria atylosiae
- Septoria aureocorona
- Septoria balanitis
- Septoria bataticola
- Septoria batistae
- Septoria bellidis
- Septoria benitezii
- Septoria betae
- Septoria betivora
- Septoria bidentis
- Septoria birgitae
- Septoria bituminosa
- Septoria blainvilleae
- Septoria bonteae
- Septoria bothriospermi
- Septoria brachyspora
- Septoria bresadolae
- Septoria brissaceana
- Septoria bromi
- Septoria buniadis
- Septoria bunkinae
- Septoria buxicola
- Septoria bygdoensis
- Septoria caespitulosa
- Septoria calendulae
- Septoria calensulae
- Septoria callae
- Septoria calophacae
- Septoria calopogonii
- Septoria calthae
- Septoria camelinae-microcarpae
- Septoria canariensis
- Septoria canberrica
- Septoria cannabis
- Septoria capillipedii
- Septoria carduicola
- Septoria cari
- Septoria caricinella
- Septoria caricis
- Septoria caricis-californiensis
- Septoria carpholobi
- Septoria carpini
- Septoria carpobroti
- Septoria carthami
- Septoria ceibae
- Septoria centaureae
- Septoria centaureicola
- Septoria cerastii
- Septoria ceratocarpi
- Septoria ceratoniae
- Septoria cercosporoides
- Septoria chamaecysti
- Septoria cheiranthi
- Septoria chelidonii
- Septoria chenopodii
- Septoria chondrillae
- Septoria chromolaenae
- Septoria chrysanthemella
- Septoria cimicifugacea
- Septoria cinnamomi
- Septoria cirsii
- Septoria cisti
- Septoria cistina
- Septoria citri
- Septoria citricola
- Septoria clematidis
- Septoria clementsii
- Septoria clinopodii
- Septoria clintoniae
- Septoria cocculi
- Septoria coeloglossi
- Septoria colebrookeae
- Septoria colensoi
- Septoria combretiana
- Septoria conspicua
- Septoria convolvuli
- Septoria coprosmae
- Septoria coriariae
- Septoria corni-controversae
- Septoria cotoneastri
- Septoria cotylea
- Septoria cravensis
- Septoria crepidicola
- Septoria crepidis
- Septoria cretae
- Septoria cruciatae
- Septoria cryptica
- Septoria cucumis
- Septoria cucurbitacearum
- Septoria cunninghamii
- Septoria cycadis
- Septoria cyclaminis
- Septoria cymbalariae
- Septoria cymbopogonis
- Septoria cytisi
- Septoria dacica
- Septoria dahliae
- Septoria daphniphylli
- Septoria davatchii
- Septoria dearnessii
- Septoria delonicis
- Septoria deutziae
- Septoria dianthi
- Septoria didymospora
- Septoria digerae
- Septoria digitalis
- Septoria dimera
- Septoria dioscoreicola
- Septoria dipsaci-strigosi
- Septoria dipsacicola
- Septoria divaricata
- Septoria dombeyae
- Septoria doronici
- Septoria dracocephalicola
- Septoria drummondii
- Septoria dschungarica
- Septoria dulcamarae
- Septoria ebuli
- Septoria eferdingensis
- Septoria ehrendorferi
- Septoria ekmaniana
- Septoria elaeagni
- Septoria elsholtziae
- Septoria emiliana
- Septoria epambrosiae
- Septoria epilobii
- Septoria eranthi
- Septoria eremodauci
- Septoria eremostachydis
- Septoria eremuri
- Septoria eremuricola
- Septoria erevanica
- Septoria erianthicola
- Septoria erodii
- Septoria eucalyptorum
- Septoria eucleae
- Septoria eugeniifolii
- Septoria euonymi
- Septoria eupatorii
- Septoria eupatorii-formosani
- Septoria exotica
- Septoria expansa
- Septoria falcariincola
- Septoria fautreyana
- Septoria ferulicola
- Septoria ficariae
- Septoria fragariae
- Septoria frandsenii
- Septoria fraxinicola
- Septoria fuchsiicola
- Septoria fulvescens
- Septoria fusiformis
- Septoria galeopsidis
- Septoria galiorum
- Septoria gavilanesii
- Septoria gei
- Septoria gentianae-alpinae
- Septoria geranii
- Septoria gerberae
- Septoria gerbericola
- Septoria gharbensis
- Septoria gillii
- Septoria gladioli
- Septoria glaucis
- Septoria glomerata
- Septoria glycines
- Septoria glycinicola
- Septoria golovinii
- Septoria goodeniicola
- Septoria grampianensis
- Septoria grandicipis
- Septoria gregaria
- Septoria grevilleae
- Septoria grewiae
- Septoria guadeloupensis
- Septoria guizotiae
- Septoria gurezae
- Septoria gynurae
- Septoria hamiltoniae
- Septoria hayachinensis
- Septoria hederae
- Septoria hederae-himalaicae
- Septoria hedericola
- Septoria helianthi
- Septoria helianthicola
- Septoria helianthina
- Septoria helichrysicola
- Septoria henriquesii
- Septoria hepaticicola
- Septoria heptapterae
- Septoria heraclei-concanensis
- Septoria heterochroa
- Septoria heteropogonicola
- Septoria hexandrae
- Septoria hibiscicola
- Septoria hippocastani
- Septoria hispanica
- Septoria hodgesii
- Septoria holci
- Septoria humuli
- Septoria hyacinthi
- Septoria hydrangeae
- Septoria hydrocotyles
- Septoria hydrocotyles-wilfordii
- Septoria hymenocrateris
- Septoria hyperici
- Septoria hypericorum
- Septoria inclusa
- Septoria inconspicua
- Septoria indica
- Septoria indigoferae-pulchellae
- Septoria ingae-fagifoliae
- Septoria inulae-japonicae
- Septoria inulicola-britannicae
- Septoria ixeridis-dentatae
- Septoria ixodiae
- Septoria jahnii
- Septoria jasionicola
- Septoria juliae
- Septoria karabaghii
- Septoria karakulinii
- Septoria karavtzevii
- Septoria kaznowskii
- Septoria kodaikanalensis
- Septoria kok-saghyz
- Septoria kotschyae
- Septoria kozo-poljanskii
- Septoria kusnetzoviana
- Septoria kuznetzoviana
- Septoria lachastreana
- Septoria lactucae
- Septoria lallemantiae
- Septoria lamentana
- Septoria lamii
- Septoria lamiicola
- Septoria lanneae
- Septoria lantanifolii
- Septoria lapsanae
- Septoria lasiagrostis
- Septoria lathyri
- Septoria laubertiana
- Septoria launaeae
- Septoria lavandulae
- Septoria lentis
- Septoria leontodontis
- Septoria lepidii
- Septoria leptosphaeriicola
- Septoria lepyrodiclidis
- Septoria leucadis
- Septoria leucanthemi
- Septoria limonum
- Septoria lindquistii
- Septoria lineolata
- Septoria lisianthi
- Septoria lituus
- Septoria lobeliae
- Septoria lonicerae
- Septoria losae
- Septoria loti
- Septoria lunariae
- Septoria lunata
- Septoria lupiniphila
- Septoria lycopersici
- Septoria lycopi
- Septoria lycopicola
- Septoria lysimachiae
- Septoria macalpinei
- Septoria macrocatalpae
- Septoria macropoda
- Septoria magnoliae
- Septoria malagutii
- Septoria malcolmiae
- Septoria malvicola
- Septoria marathwadensis
- Septoria margaritae
- Septoria martiniana
- Septoria melicae
- Septoria melnikii
- Septoria menispermicola
- Septoria menthae
- Septoria menyanthicola
- Septoria menyanthis
- Septoria mikaniae-micranthae
- Septoria minuta
- Septoria mizuhoensis
- Septoria monticola
- Septoria moschatae
- Septoria mougeotii
- Septoria multiseptata
- Septoria myosotidis
- Septoria myricae
- Septoria myrtaceicola
- Septoria nachitschevanica
- Septoria nambuana
- Septoria naucleae
- Septoria negrui
- Septoria negundinis
- Septoria nelenii
- Septoria nematospora
- Septoria neocannabina
- Septoria nesodes
- Septoria nilgiriensis
- Septoria nothofagi
- Septoria obesa
- Septoria obesispora
- Septoria oenanthicola
- Septoria oenanthis
- Septoria oenotherae
- Septoria oleandricola
- Septoria onosmae
- Septoria orchidearum
- Septoria orientalis
- Septoria orobina
- Septoria oudemansii
- Septoria paeoniae
- Septoria palurae
- Septoria pamirica
- Septoria panicivora
- Septoria paradisi
- Septoria passiflorae
- Septoria passifloricola
- Septoria pastinacae
- Septoria paulliniae
- Septoria pavgii
- Septoria pepli
- Septoria perforans
- Septoria periplocicola
- Septoria persicariae
- Septoria petrakiana
- Septoria petroselini
- Septoria philadelphicola
- Septoria phlogis
- Septoria phyllodiorum
- Septoria phylloptosica
- Septoria pini-pumilae
- Septoria pisoniae
- Septoria pistaciae
- Septoria pittieriana
- Septoria plantaginea
- Septoria plantaginis-majoris
- Septoria plectranthicola
- Septoria podocarpifolii
- Septoria podolepidis
- Septoria pogostemonis
- Septoria polaris
- Septoria polemonii
- Septoria polyadelpha
- Septoria polyalthicola
- Septoria polygonati
- Septoria polygoni
- Septoria polygonicola
- Septoria polygonorum
- Septoria posoniensis
- Septoria potentillae
- Septoria potentillae-centrigranae
- Septoria prangi
- Septoria preussii
- Septoria primulae
- Septoria prinsepiae
- Septoria proteae
- Septoria protearum
- Septoria provencialis
- Septoria prunellae
- Septoria psephelli
- Septoria pseudonapelli
- Septoria pulicariae
- Septoria pyrenaica
- Septoria pyrethri
- Septoria querceti
- Septoria quercicola
- Septoria quercina
- Septoria quevillensis
- Septoria ralfsii
- Septoria rhamni-catharticae
- Septoria rhaponticicola
- Septoria rhododendri
- Septoria riparia
- Septoria roegneriae
- Septoria roll-hansenii
- Septoria rosarum
- Septoria rubiacearum
- Septoria rubiae
- Septoria rudbeckiae
- Septoria rumicum
- Septoria sabinae
- Septoria saccharicola
- Septoria saccharina
- Septoria salinensis
- Septoria salvadorae
- Septoria sanguisorbae
- Septoria sanguisorbicola
- Septoria saniculina
- Septoria sapindacearum
- Septoria saponariae
- Septoria saposhnikoviae
- Septoria sapotae
- Septoria sarcococcae
- Septoria savulescui
- Septoria saxifragae-stellaris
- Septoria scabiosicola
- Septoria scabra
- Septoria schembelii
- Septoria schischkiniana
- Septoria schizeilematis
- Septoria schnabliana
- Septoria schoeni
- Septoria schuschaensis
- Septoria scillae
- Septoria scleranthi
- Septoria scorodoniae
- Septoria scorzonellae
- Septoria scorzonerae
- Septoria scrophulariae
- Septoria scutellariae
- Septoria secalis
- Septoria sedi
- Septoria selenophomoides
- Septoria semiaquilegiae
- Septoria semilunaris
- Septoria senecionis
- Septoria senecionis-silvaticae
- Septoria setariae
- Septoria setariicola
- Septoria sevani
- Septoria sii
- Septoria silenes-nutantis
- Septoria silvicola
- Septoria sinapis-albae
- Septoria sincorensis
- Septoria singhagadensis
- Septoria sisyrinchii
- Septoria slaptoniensis
- Septoria smilacinae
- Septoria smithiana
- Septoria socia
- Septoria sonchi
- Septoria sonchifolia
- Septoria sorbi
- Septoria sovietkinae
- Septoria spraguei
- Septoria stachydis
- Septoria stellariae
- Septoria stellariae-aquaticae
- Septoria stenactidis
- Septoria steviae
- Septoria styracis
- Septoria sulphurei
- Septoria sydowiana
- Septoria symphyti
- Septoria syzygii
- Septoria tabacina
- Septoria tabebuiae-impetiginosae
- Septoria tageticola
- Septoria tanaceti
- Septoria taraxaci
- Septoria taurica
- Septoria tellimae
- Septoria tenella
- Septoria tetrathecae
- Septoria thecicola
- Septoria themedae
- Septoria thymi
- Septoria tianschanica
- Septoria tiliacearum
- Septoria tiliae
- Septoria tomskiana
- Septoria tormentillae
- Septoria tradescantiae
- Septoria tragopogonis
- Septoria transcheliana
- Septoria transvaaliana
- Septoria trientalis
- Septoria tripteridis
- Septoria triseti
- Septoria trollii
- Septoria tunicarum
- Septoria turangae
- Septoria typica
- Septoria ufensis
- Septoria ugamica
- Septoria ulicis
- Septoria uljanishczevii
- Septoria ulmariae
- Septoria umbrosa
- Septoria ungerniae
- Septoria urticae
- Septoria uzbekistanica
- Septoria vassiljevskii
- Septoria ventenatae
- Septoria veratri
- Septoria verbenae
- Septoria veronicae
- Septoria vescae
- Septoria viciae
- Septoria viciicola
- Septoria vignae
- Septoria vignae-sinensis
- Septoria villarsiae
- Septoria violae-palustris
- Septoria violae-patrinii
- Septoria violae-semilunaris
- Septoria virgaureae
- Septoria vouacapouae
- Septoria vulcani
- Septoria vulpiicola
- Septoria vulpinae
- Septoria wahlenbergiae-australiensis
- Septoria wattakakae
- Septoria williamsiae
- Septoria winklerae
- Septoria withaniae
- Septoria xanthogali
- Septoria xylostei
- Septoria zeina
- Septoria zilingiae
- Septoria zingiberis
- Septoria ziziphorae

Selon Index Fungorum (27 juillet 2014) :
- Septoria abei N. Naito 1940
- Septoria abeliae Byzova 1970
- Septoria aberiae A. Agostini 1925
- Septoria abutilonis Khokhr. 1933
- Septoria acaciae Neerg. 1956
- Septoria acanthi Thüm. 1878
- Septoria acanthina Sacc. & Magnus
- Septoria acanthocephali Kalymb. 1962
- Septoria acanthospermi Sukapure & Thirum. 1964
- Septoria acerella Sacc. 1884
- Septoria acericola Desm. 1825
- Septoria acericola Petr. 1947
- Septoria acerina Peck 1873
- Septoria acerina Sacc. 1880
- Septoria aceris-macrophylli Peck 1911
- Septoria acetosae Oudem. 1894
- Septoria acetosellae Dearn. & House 1921
- Septoria achilleae H.C. Greene 1953
- Septoria achilleicola Melnik 1967
- Septoria achyranthis Chona & Munjal 1950
- Septoria achyranthis Scalia 1900
- Septoria achyranthis-asperae Canonaco 1936
- Septoria aciculosa Ellis & Everh. 1884
- Septoria aconiti Bacc. 1905
- Septoria acruriana Henn.
- Septoria actaeae Miura 1928
- Septoria actaeae Woron. 1916
- Septoria actinidiae Ablak. 1963
- Septoria acuum Oudem. 1885
- Septoria adanensis Petr. 1953
- Septoria adenocauli Dearn. 1916
- Septoria adenocauli Ellis & Everh. 1898
- Septoria adenophorae Thüm. 1878
- Septoria adenophorina Andrian. 1999
- Septoria aderholdii Voglino 1908
- Septoria adhatodae Chona & Munjal 1956
- Septoria adi-ugrica Trotter 1972
- Septoria adonidis Christoff & Christova 1939
- Septoria adoxae Fuckel 1874
- Septoria aecidiicola Pat. 1903
- Septoria aecidium Maire 1937
- Septoria aegilopis Unamuno 1932
- Septoria aegirina Pass.
- Septoria aegopodii (Preuss) Sacc. 1884
- Septoria aegopodii Desm. 1833
- Septoria aegopodina Sacc. 1878
- Septoria aemula Tassi 1904
- Septoria aesculi (Lib.) Westend. 1851
- Septoria aesculicola (Fr.) Sacc. 1890
- Septoria aesculicola Fuckel 1864
- Septoria aesculina Thüm. 1877
- Septoria aetheorrhizae Thüm.
- Septoria aethusae I.E. Brezhnev 1955
- Septoria affinis Sacc. 1878
- Septoria agapanthi Punith. & Spooner 2005
- Septoria agrestis Sacc. 1895
- Septoria agrimoniae Roum.
- Septoria agrimoniae-eupatoriae E. Bommer & M. Rousseau 1886
- Septoria agrimoniicola Bondartsev 1921
- Septoria agriophylli Gapon. 1971
- Septoria agropyrella Melnik 1965
- Septoria agropyri Brunaud 1894
- Septoria agropyri Ellis & Everh. 1893
- Septoria agropyri-cristati Sandu 1959
- Septoria agropyri-elongati Lobik 1928
- Septoria agropyri-ramosi Jacz. 1922
- Septoria agropyricola Unamuno 1932
- Septoria agropyrina Lobik 1928
- Septoria agrosticola R. Sprague 1961
- Septoria agrostidis Frandsen 1943
- Septoria ahmadii Petr. 1954
- Septoria aitchisonii Syd. & P. Syd. 1904
- Septoria ajugae Bondartsev 1914
- Septoria ajugae Hollós 1926
- Septoria ajugae Krusch. 1963
- Septoria ajugae Ranoj. 1914
- Septoria akebiae N. Naito 1940
- Septoria alamoi Toro 1934
- Septoria alaterni Pass.
- Septoria alba Ellis & Barthol. 1896
- Septoria albanica Petr. 1922
- Septoria albaniensis Thüm. 1880
- Septoria albomaculans Syd. & P. Syd. 1904
- Septoria albonigra Berk. & M.A. Curtis 1874
- Septoria albopunctata Cooke 1883
- Septoria alchemillae Melnik 1967
- Septoria alhagi S. Ahmad 1955
- Septoria alhagi Szemb. 1915
- Septoria alismae Sacc., M. Rousseau & E. Bommer 1884
- Septoria alismatella Sacc. 1878
- Septoria alismatis Thüm.
- Septoria allantoidea Berk. & M.A. Curtis 1874
- Septoria allardii J.A. Stev. & Pollack 1946
- Septoria allescheri P. Syd. 1899
- Septoria alliacea Cooke
- Septoria alliagi S. Ahmad 1955
- Septoria alliariae Lobik 1928
- Septoria allii Moesz 1920
- Septoria allii-odori Sawada 1959
- Septoria allii-striatelli Speg. 1911
- Septoria alliicola Bäumler 1885
- Septoria alliorum Westend. 1851
- Septoria allorgei Guyot 1946
- Septoria alni Sacc. 1878
- Septoria alnicola Cooke 1871
- Septoria alnifolia Ellis & Everh. 1894
- Septoria alnigena Sacc. 1878
- Septoria alopecuri (P. Karst.) P. Syd. 1899
- Septoria alopecuri-agrestis Frandsen 1943
- Septoria alpicola Sacc. 1897
- Septoria alpina Teterevn.-Babajan 1984
- Septoria alsines Rostr. 1903
- Septoria altagensis Murashk. 1925
- Septoria altajensis Murashk. 1925
- Septoria althaeae Thüm.
- Septoria alvarezii Unamuno 1929
- Septoria alyssi Bres. 1899
- Septoria alyssicola Hollós 1907
- Septoria ambigua Bacc. 1919
- Septoria ambigua Sacc. 1915
- Septoria amblyopogonis Teterevn.-Babajan & Simonyan 1964
- Septoria ambrosiae Hemmi & N. Naito 1940
- Septoria ambrosicola Speg. 1911
- Septoria ambrosiicola Speg. 1911
- Septoria ambrosioides Speg. 1898
- Septoria amicabilis Boyer & Jacz.
- Septoria ammodeniae Dearn. 1923
- Septoria ammophilae Syd. & P. Syd. 1900
- Septoria amomi Z.D. Jiang & P.K. Chi 1994
- Septoria ampelina Berk. & M.A. Curtis 1874
- Septoria ampelina Viala & Ravaz 1887
- Septoria ampelopsidis Ellis 1893
- Septoria ampelopsidis-heterophyllae Miura 1928
- Septoria amphigena I. Miyake 1912
- Septoria amygdali Woron. 1913
- Septoria amygdalina (Desm.) Mussat 1900
- Septoria anagallidis Richon
- Septoria ananassicola Bat. 1954
- Septoria anarrhina Syd.
- Septoria anaxaea Sacc. 1878
- Septoria anaxeoides Kuhnh.-Lord. & J.P. Barry 1949
- Septoria anchusae Syd. 1935
- Septoria andrachnes Politis 1935
- Septoria andropogonicola Speg. 1911
- Septoria andropogonis Davis 1915
- Septoria androsaces Pat. 1888
- Septoria andryalae Gonz. Frag. 1917
- Septoria anemones Desm. 1838
- Septoria anemones-transsilvanicae Săvul. & Sandu 1933
- Septoria anemonis-transilvanicae Săvul. & Sandu 1933
- Septoria angelicae Höhn. 1930
- Septoria angelicae Ziling 1936
- Septoria angelicae-anomalae M. Morelet 1968
- Septoria angelicae-decurrentis M. Morelet 1968
- Septoria angularis Dearn. & Barthol. 1916
- Septoria angularis H.N. Hansen & H.E. Thomas 1945
- Septoria angularis Tharp 1917
- Septoria angusta (Cooke) Sacc. 1884
- Septoria angustifolia Ellis & Everh. 1897
- Septoria angustissima Peck 1911
- Septoria annua Ellis & Everh. 1900
- Septoria anodae Speg. 1882
- Septoria anomala Sacc. & Fautrey 1897
- Septoria antarctica Speg. 1888

Selon ITIS (27 juillet 2014) :
- Septoria ascophylli Melnik & Petrov
- Septoria cytisi Desm.
- Septoria thalassica Spegazzini, 1910

## Liste des espèces et variétés
Selon NCBI (27 juillet 2014) :
- Septoria abei
- Septoria aceris
- Septoria aciculosa
- Septoria aegopodina
- Septoria agrimoniicola
- Septoria albopunctata
- Septoria allii
- Septoria alnifolia
- Septoria alnii
- Septoria anthrisci
- Septoria anthurii
- Septoria apiicola
- Septoria artemisiae
- Septoria arundinacea
- Septoria astericola
- Septoria astralagi
- Septoria atropurpurea
- Septoria bothriospermi
- Septoria bupleuri
- Septoria bupleuricola
- Septoria calendulae
- Septoria callistephi
- Septoria campanulae
- Septoria canadensis
- Septoria cerastii
- Septoria chamaecisti
- Septoria chamaecysti
- Septoria chelidonii
- Septoria chromolaenae
- Septoria chrysanthemella
- Septoria cirsii
- Septoria citri
- Septoria citricola
- Septoria clematidis
- Septoria codonopsidis
- Septoria convolvuli
- Septoria crepidis
- Septoria cretae
- Septoria cruciatae
- Septoria cucubali
- Septoria cucurbitacearum
- Septoria cytisi
- Septoria dearnessii
- Septoria digitalis
- Septoria dolichospora
- Septoria dysentericae
- Septoria ekmaniana
- Septoria epambrosiae
- Septoria epilobii
- Septoria erigerontis
- Septoria escalloniae
- Septoria eucalyptorum
- Septoria exotica
- Septoria floridae
- Septoria galeopsidis
- Septoria gei
- Septoria gentianae
- Septoria gerberae
- Septoria gladioli
- Septoria glycines
- Septoria glycinicola
- Septoria halophila
- Septoria helianthi
- Septoria helianthicola
- Septoria hibiscicola
- Septoria hippocastani
- Septoria hyperici
- Septoria justiciae
- Septoria lactucae
- Septoria lamii
- Septoria lamiicola
- Septoria lavandulae
- Septoria lepidii
- Septoria lepidiicola
- Septoria leptostachya
- Septoria leucanthemi
- Septoria limonum
- Septoria lycoctoni
- Septoria lycopersici
  - variété Septoria lycopersici var. lycopersici
- Septoria lycopicola
- Septoria lysimachiae
- Septoria macropoda
- Septoria malagutii
- Septoria matricariae
- Septoria mazi
- Septoria melissae
- Septoria menthae
- Septoria microspora
- Septoria napelli
- Septoria obesa
- Septoria oenanthicola
- Septoria oenanthis
- Septoria orchidearum
- Septoria ostryae
- Septoria oudemansii
- Septoria pachyspora
- Septoria paridis
- Septoria passiflorae
- Septoria passifloricola
- Septoria perillae
- Septoria petroselini
- Septoria phalaridis
- Septoria phlogis
- Septoria polygonorum
- Septoria posoniensis
- Septoria protearum
- Septoria provencialis
- Septoria pseudonapelli
- Septoria putrida
- Septoria rosae
- Septoria rubi
- Septoria rudbeckiae
- Septoria rumicum
- Septoria saccardoi
- Septoria sambucina
- Septoria saposhnikoviae
- Septoria scabiosicola
- Septoria schnabliana
- Septoria senecionis
- Septoria sigesbeckiae
- Septoria sii
- Septoria sisyrinchii
- Septoria socia
- Septoria sonchi
- Septoria spergulae
- Septoria stachydicola
- Septoria stachydis
- Septoria stellariae
- Septoria steviae
- Septoria tanaceti
- Septoria taraxaci
- Septoria tatarica
- Septoria tinctoriae
- Septoria tormentillae
- Septoria urticae
- Septoria verbascicola
- Septoria verbenae
- Septoria villarsiae
- Septoria violae-palustris
- Septoria violae-patrinii
- cf. Septoria sp. CBS 102377
- cf. Septoria sp. CBS 134910
- cf. Septoria sp. CBS 387.64
- cf. Septoria sp. CPC 19294
- cf. Septoria sp. CPC 19311
- cf. Septoria sp. CPC 22154